# Caprimulgiformes
Los Caprimulgiformes son un orden de aves neognatas que agrupa los podargos, los chotacabras y otras especies afines; se extienden por casi todo el planeta, menos por las regiones de clima ártico y en las islas de Nueva Zelanda. Se conocen 122 especies.
Se trata de aves nocturnas con gran facilidad para camuflarse durante el día; incluso verlos en una fotografía es a veces complicado. Su plumaje es muy parecido en color y trazo a las hojas secas o a la corteza de un árbol, fenómeno conocido como cripsis.
Se cree que los miembros de este orden están lejanamente emparentados con las rapaces nocturnas (orden Strigiformes) y, algunos autores los clasifican en dicho orden.

## Descripción
Son aves nocturnas con alas largas, patas pequeñas y pico corto pero una boca muy ancha que les permite capturar a sus presas, especialmente insectos en vuelo. La mayoría de especies tienen un plumaje críptico, predominantemente marrón, gris y beige, lo que permite que las aves de este grupo permanezcan camufladas durante el día en el suelo o en los árboles.

## Taxonomía

### Caprimulgiformes
En el pasado, se consideraba que los Caprimulgiformes estaban cerca de los búhos (Strigiformes) e incluso se colocaban debajo de ellos. Estudios genéticos posteriores muestran, sin embargo, que esto es incorrecto, donde los Caprimulgiformes forman su propia línea de desarrollo, mientras que los búhos son parte de las llamadas aves terrestres, que también incluyen halcones, pájaros carpinteros y loros. Un análisis filogenético encontró que la familia extinta Archaeotrogonidae, conocida del Eoceno y el Oligoceno de Europa, son los parientes más cercanos conocidos de los chotacabras.
Los caprimulgiformes se dividen en cuatro familias:
- Familia Steatornithidae - guácharo;
- Familia Podargidae - podargos;
- Familia Nyctibiidae - urutaúes;
- Familia Caprimulgidae - chotacabras.

### Caprimulgidae
El nombre del orden deriva de su género tipo, Caprimulgus, que procede de la combinación de las palabras latinas capra «cabra» y mulgere «ordeñar», en referencia a una antigua creencia sobre que los chotacabras mamaban de las cabras. Por ello el nombre de este orden significa «los que tienen forma de chotacabras». Tradicionalmente, los chotacabras se han dividido en dos subfamilias: los Caprimulginae, o chotacabras típicos con 79 especies conocidas, y los Chordeilinae, o chotacabras del Nuevo Mundo, con 10 especies conocidas. Los grupos son similares en la mayoría de los aspectos, pero los chotacabras típicos tienen cerdas rictales, picos más largos y plumaje más suave. Su suave plumaje es crípticamente coloreado para parecerse a la corteza o las hojas, y algunas especies, inusuales para las aves, se posan a lo largo de una rama en lugar de cruzarla, lo que ayuda a ocultarlas durante el día. Las subfamilias de chotacabras tienen características similares, incluyendo pies pequeños, de poca utilidad para caminar, y alas largas y puntiagudas.
El chotacabras pachacua,  Phalaenoptilus nuttallii, es único como un ave que sufre una forma de hibernación, volviéndose aletargada y con una temperatura corporal muy reducida durante semanas o meses, aunque otros chotacabras pueden entrar en un estado de letargo por períodos más cortos.
En su trabajo pionero de hibridación ADN-ADN, Sibley y Ahlquist encontraron que la diferencia genética entre los chotacabras orejudo y los chotacabras típicos era, de hecho, mayor que la diferencia entre los chotacabras típicos y los chotacabras típicos del Nuevo Mundo. En consecuencia, colocaron a los chotacabras con orejas en una familia separada, la Eurostopodidae (9 especies conocidas), pero la familia aún no ha sido ampliamente adoptada.
El trabajo posterior, tanto morfológico como genético, ha proporcionado apoyo para la separación de los chotacabras típicos y los orejudos, y algunas autoridades han adoptado esta recomendación de Sibley-Ahlquist, y también la de mayor alcance para agrupar a todos los búhos (tradicionalmente Strigiformes) juntos en los Caprimulgiformes. La lista a continuación conserva un arreglo más ortodoxo, pero reconoce a los chotacabras orejudo como un grupo separado. Para obtener más detalles y un esquema de clasificación alternativo, consulte Caprimulgiformes y taxonomía de Sibley-Ahlquist.
- †Ventivorus Mourer-Chauviré 1988
- Subfamilia Eurostopodinae[7]
  - Genus Eurostopodus (7 especies)
  - Genus Lyncornis (2 especies)
- Subfamily Caprimulginae (chotacabras típicos)
  - Genus Gactornis – chotacabras de collar
  - Genus Nyctipolus – (2 especies)
  - Genus Nyctidromus – (2 especies)
  - Genus Hydropsalis – (4 especies)
  - Genus Siphonorhis – (2 especies)
  - Genus Nyctiphrynus – (4 especies)
  - Genus Phalaenoptilus – chotacabras pachacua
  - Genus Antrostomus – (12 especies)
  - Genus Caprimulgus – (40 especies, incluido el chotacabras europeo)
  - Genus Setopagis – (4 especies)
  - Genus Uropsalis – (2 especies)
  - Genus Macropsalis – Chotacabras entrenado
  - Genus Eleothreptus – (2 especies)
  - Genus Systellura – (2 especies)
- Subfamilia Chordeilinae (chotacabras)
  - Genus Chordeiles (6 especies; incluye el chotacabras collarejo)
  - Genus Nyctiprogne (2 especies)
  - Genus Lurocalis (2 especies)

También véase una lista de chotacabras, clasificable por nombres comunes y binomiales.

## Distribución y hábitat

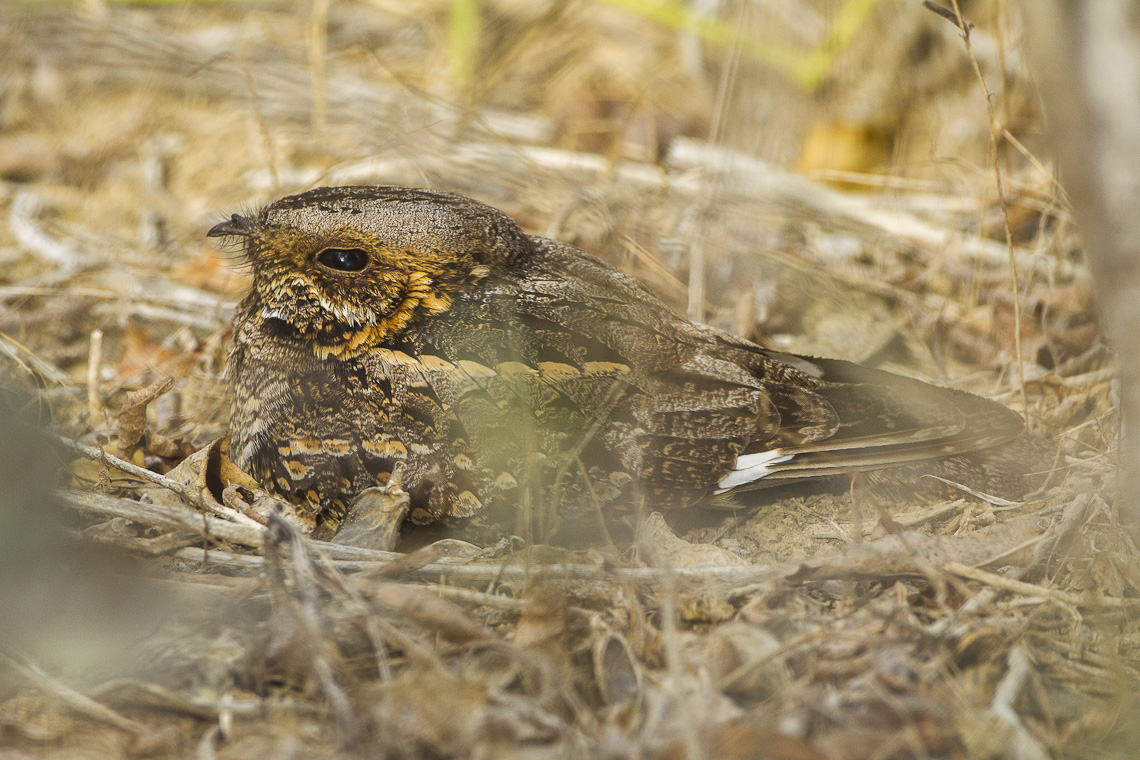
El chotacabras de Madagascar está restringido a las islas de Madagascar y las Seychelles.

Los chotacabras habitan en todos los continentes excepto en la Antártida, así como en algunos grupos de islas como Madagascar, las Seychelles, Nueva Caledonia y las islas del Caribe. No se sabe que vivan en regiones desérticas extremadamente áridas. Los chotacabras pueden ocupar todas las elevaciones desde el nivel del mar hasta los 4200 m, y varias especies son especialistas en la montaña. Los chotacabras ocupan una amplia gama de hábitats, desde desiertos hasta selvas tropicales, pero son más comunes en campo abierto con algo de vegetación. Los nighthawks se limitan al Nuevo Mundo y los chotacabras con orejas a Asia y Australia.
Varias especies emprenden migraciones , aunque la naturaleza reservada de la familia puede explicar la comprensión incompleta de sus hábitos migratorios. Las especies que viven en el extremo norte, como el chotacabras europeo o el halcón nocturno común, migran hacia el sur con el inicio del invierno. Los geolocalizadores colocados en chotacabras europeos en el sur de Inglaterra encontraron que pasaban el invierno en el sur de la República Democrática del Congo. Otras especies realizan migraciones más cortas.

## Conservación y estado
Algunas especies de chotacabras están en peligro de extinción. Se cree que la muerte de esta especie en las carreteras a causa de los automóviles es una causa importante de mortalidad para muchos miembros de la familia debido a su hábito de descansar y posarse en las carreteras.
También suelen anidar en el suelo, poniendo uno o dos huevos estampados directamente sobre el suelo desnudo. Los chotacabras posiblemente muevan sus huevos y polluelos del sitio de anidación en caso de peligro llevándolos en la boca. Esta sugerencia se ha repetido muchas veces en los libros de ornitología, pero los estudios de la investigación de los chotacabras han encontrado muy poca evidencia que apoye esta idea.
El desarrollo de estrategias de conservación para algunas especies presenta un desafío particular, ya que los científicos no tienen datos suficientes para determinar si una especie está en peligro debido a la dificultad de localizar, identificar y/o categorizar su número limitado (por ejemplo, 10 000) que se sabe que existe. Un buen ejemplo es el chotacabras de Vaurie en la provincia suroccidental china de Xinjiang (como se ve solo una vez en la mano). Las encuestas realizadas en las décadas de 1970 y 1990 no lograron encontrar la especie, lo que implica que la especie se ha extinguido, está en peligro de extinción o se encuentra solo en unas pocas áreas pequeñas.